# Purkyňův jev

Sekvence červeného květu za fotopických, mezopických a skotopických podmínek

Purkyňův jev nebo Purkyňův efekt označuje změnu percepčních vlastností sítnice v závislosti na měnící se intenzitě osvětlení. Během fotopického vidění se maximum citlivosti čípků lidského oka pohybuje ve žlutozelené části elektromagnetického spektra, tj. ve vlnové délce asi 550 nm. Naopak během skotopického vidění se maximální citlivost tyčinkového pigmentu rodopsinu pohybuje v modrozelené oblasti spektra, tj. ve vlnové délce asi 500 nm. Přechod z fotopického na skotopické vidění a související posun absorpčních maxim ke kratším vlnovým délkám způsobuje, že barvy krátkovlnné části spektra se zdají být světlejší a červená barva se stává hůře rozpoznatelnou.
Jev v praxi typicky vede k tomu, že s klesající intenzitou osvětlení (za soumraku, …) lidské oko vnímá červené plochy tmavší než plochy modré, ač ty se za normálních světelných podmínek zdají býti stejně jasné. Efekt nese jméno Jana Evangelisty Purkyně, jenž jej sám náhodně zaznamenal na základě změn ve vnímání barev květů s postupujícím večerem a následně jej i popsal.